# 人丸駅
人丸駅（ひとまるえき）は、山口県長門市油谷新別名字上江にある、西日本旅客鉄道（JR西日本）山陰本線の駅である。
かつては「さんべ」・「ながと」等の急行も停車していた。現在は普通列車のみ停車するが、土・休日ダイヤに限り2007年から運行の『快速・みすゞ色彩』（ - 2012年）、2017年から運行の『○○のはなし』の各臨時列車の停車駅となっている。

## 歴史
- 1930年（昭和5年）12月7日：鉄道省美禰線（現・山陰本線）長門古市駅 - 阿川駅間延伸時に開設。客貨取扱開始[1]。
  - 当時の所在地表示は山口県大津郡菱海村新別名字上江であった。
- 1933年（昭和8年）2月24日：当駅を含む美禰線一部区間が山陰本線に編入され、同線所属となる。
- 1954年（昭和29年）5月1日：油谷町成立に伴い、所在地表示が山口県大津郡油谷町新別名字上江となる。
- 1972年（昭和47年）3月1日：貨物取扱廃止[1]。
- 1986年（昭和61年）4月1日：簡易委託駅化[2]。
- 1987年（昭和62年）4月1日：国鉄分割民営化に伴い、西日本旅客鉄道（JR西日本）の駅となる[1]。
- 2005年（平成17年）3月22日：長門市（第2次）成立に伴い、所在地表示が現行のものとなる。
- 2014年（平成26年）12月31日：簡易委託解除、完全無人駅化。
- 2017年（平成29年）11月23日：駅舎前に津黄にある「元乃隅（稲成）神社」をイメージさせる鳥居を新設[3][4]。
- 2023年（令和5年）
  - 7月1日：大雨の影響で長門粟野駅 - 阿川駅間の粟野川橋梁が傾斜する[5]等の被害を受けたため、当駅を含む長門市駅 - 小串駅間で不通となる[6]。
  - 7月4日：不通区間で代行バスが運行開始[7]。
- 2024年（令和6年）
  - 6月22日：長門市駅 - 当駅間で運転再開[8]。

## 駅構造
単式・島式ホーム複合型2面3線を有する待避・列車交換可能な地上駅。マンサード屋根の木造駅舎は単式ホーム側にあり、両ホームへは長門市寄りにある跨線橋で連絡している。駅掲示時刻表案内によると、駅舎反対側からのりば番号が付番されており、駅舎側のホームが3番のりば、島式ホームが1・2番のりばとなっている。
長門鉄道部管理の無人駅。以前は係員1名が平日の朝 - 昼間にかけて窓口業務を行っていた。但し、土日は終日無人駅となる上、2009年（平成21年）4月から窓口営業時間も短縮されていた。

### のりば
のりばは駅舎反対側から以下の通り。
| のりば | 路線      | 方向 | 行先                 |
| ------ | --------- | ---- | -------------------- |
| 2      | ■山陰本線 | 上り | 長門市・東萩方面     |
| 3      | ■山陰本線 | 下り | 滝部・小串・下関方面 |

付記事項
- 1番のりばが上下副本線、2番のりばが上り本線、3番のりばが下り本線である。1番のりばは平日・土曜日の6時台1本のみ設定されていたが平成29年1月頃に使用停止になった。この乗り場は以前貨物列車用としても使用されていた。
- 以前はKioskが出店していたが、2000年頃に撤退した。[要出典]

## 利用状況
近年の1日平均乗車人員の推移は以下の通り。
| 乗車人員推移 | 乗車人員推移 |
| 年度         | 1日平均人数  |
| ------------ | ------------ |
| 1999         | 326          |
| 2000         | 315          |
| 2001         | 296          |
| 2002         | 274          |
| 2003         | 258          |
| 2004         | 234          |
| 2005         | 221          |
| 2006         | 195          |
| 2007         | 202          |
| 2008         | 181          |
| 2009         | 183          |
| 2010         | 170          |
| 2011         | 151          |
| 2012         | 114          |
| 2013         | 113          |
| 2014         | 101          |
| 2015         | 84           |
| 2016         | 76           |
| 2017         | 70           |
| 2018         | 66           |
| 2019         | 60           |
| 2020         | 50           |
| 2021         | 51           |
| 2022         | 63           |

## 駅周辺
旧油谷町（2005年に長門市と合併）の中心部にあたる。
- 長門市役所 油谷総合支所
- 八幡人丸神社：境内には古典樹苑がある[11]。
- 油谷郵便局
- 掛淵川
- 国道191号
- 国道491号
- 山口県道358号人丸停車場線
- 堀江川
- 大坊川

### バス路線
「人丸駅」停留所より、ブルーライン交通の路線が発着する。また、人丸タクシーによる乗合タクシーも発着する。
- 道の駅センザキッチン
- 油谷島

## 隣の駅
西日本旅客鉄道（JR西日本）
■山陰本線
長門古市駅 - 人丸駅 - 伊上駅